# Plataje
Plataje (řecky Πλαταιές) je vesnice ve středním Řecku s 944 obyvateli a zároveň komunita, která navíc zahrnuje i klášter Agias Triados se 3 obyvateli. Podle vesnice je pojmenovaná i obecní jednotka.

## Členění obecní jednotky
Obecní jednotka Plataje od roku 2011 zahrnuje pět komunit. V závorkách je uveden počet obyvatel komunit a sídel.
- Komunita Kaparelli (1863) zahrnuje vesnice Agios Vasileos (100), Kalamaki (7) a Kaparelli (1756).
- Komunita Leuktra (1091) zahrnuje vesnice Leuktra (1019) a Paralia Lisadostra (72).
- Komunita Loutoufio (337) zahrnuje vesnici Loutoufio (337).
- Komunita Melisochorio (670) zahrnuje vesnici Melisochorio (670).
- Komunita Plataje (947) zahrnuje vesnici Plataje (944) a klášter Agias Triados (3).

## Historie
V antice byly Plataje městem v Bojótii, ve středním Řecku. Bylo rivalem Théb a spojencem Athén. Poblíž města se roku 479 př. n. l. odehrála jedna z klíčových bitev řecko-perských válek, jejíž výsledek odradil Peršany od dalších velkých dobyvatelských akcí. Archeologické naleziště se nachází severně od vesnice.